# 斯夫拉特卡

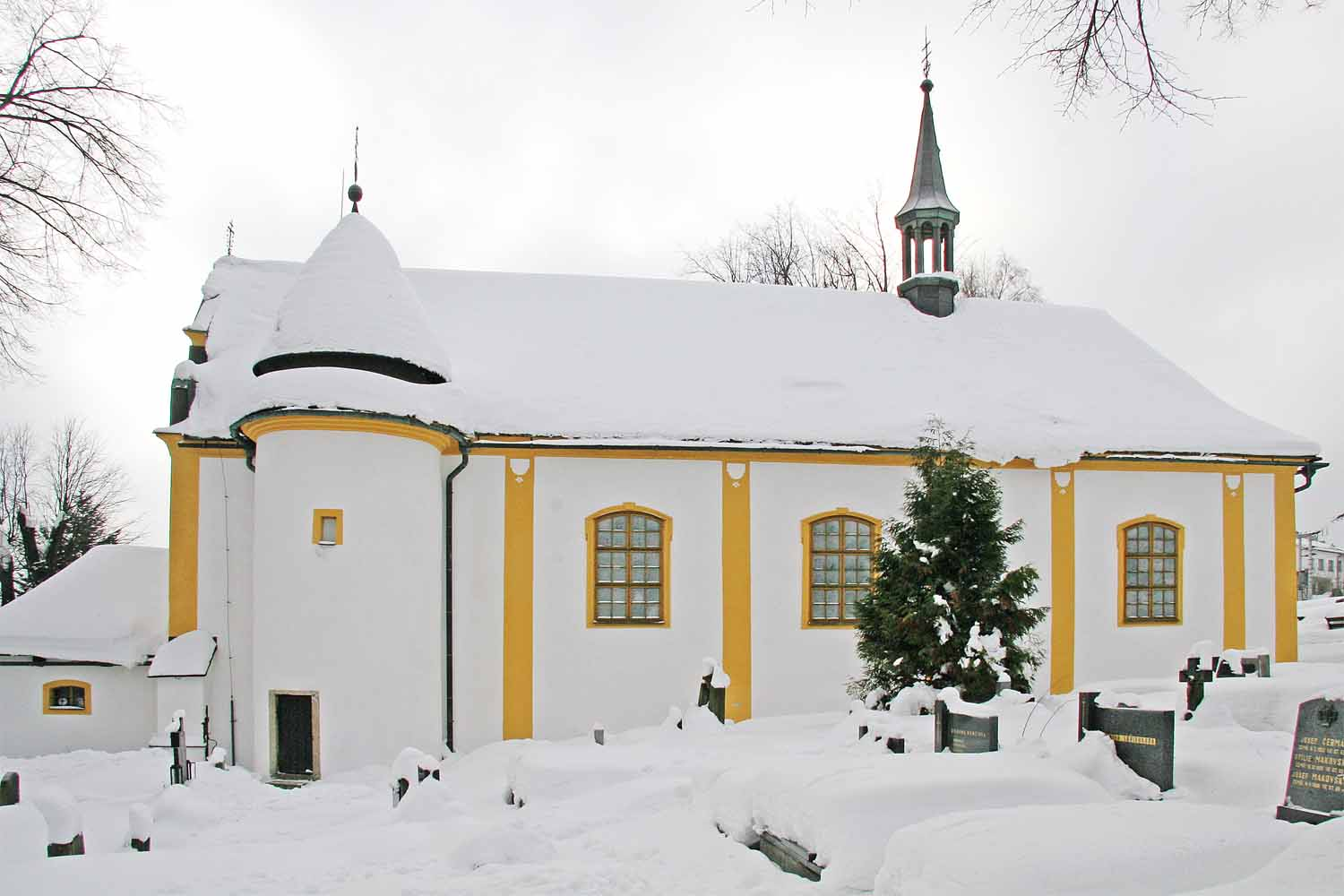

斯夫拉特卡是捷克的城鎮，位於該國中部斯夫拉特卡河畔，距離薩扎瓦河畔日賈爾17公里，由維索基納州負責管轄，面積14.51平方公里，海拔高度632米，2012年人口1,425。

## 外部連結
- Municipal website （页面存档备份，存于） (in Czech)